# Comuna de Szydłowo
Szydłowo (polaco: Gmina Szydłowo) (Alemão: Groß Wittenberg) é uma gminy (comuna) na Polónia, na voivodia de Grande Polónia e no condado de Pilski. A sede do condado é a cidade de Szydłowo.
De acordo com os censos de 2006, a comuna tem 7612 habitantes, com uma densidade 27,3 hab/km².

## Área
Estende-se por uma área de 267,53 km², incluindo:
- área agrícola: 57%
- área florestal: 39%

## Demografia
Dados de 30 de Junho 2004:
|                      | Total   | Total | Mulheres | Mulheres | Homens  | Homens |
| -------------------- | ------- | ----- | -------- | -------- | ------- | ------ |
|                      | pessoas | %     | pessoas  | %        | pessoas | %      |
| População            | 7301    | 100   | 3632     | 49,7     | 3669    | 50,3   |
| Densidade (pop./km²) | 27,3    | 100   | 13,6     | 13,6     | 13,7    | 13,7   |

De acordo com dados de 2002, o rendimento médio per capita ascendia a 1486,75 zł.

## Subdivisões
- Dobrzyca, Dolaszewo, Gądek, Jaraczewo, Kłoda, Kotuń, Krępsko, Leżenica, Leżenica-Kolonia, Nowa Łubianka, Nowy Dwór, Pokrzywnica, Róża Wielka, Skrzatusz, Stara Łubianka, Szydłowo, Tarnowo-Zabrodzie, Zawada.

## Comunas vizinhas
- Jastrowie, Krajenka, Piła, Tarnówka, Trzcianka, Wałcz